# Ширвіндт Олександр Анатолійович
Олександр Анатолійович Ширвіндт (рос. Александр Анатольевич Ширвиндт; 19 липня 1934, Москва, Російська РФСР, СРСР — 15 березня 2024, Москва, росія) — радянський і російський актор театру і кіно, театральний режисер, сценарист, педагог, телеведучий, письменник-мемуарист. Народний артист РРФСР (1989). Художній керівник Московського Театру сатири (2000—2021). Викладав у театральному училищі Москви.

## Життєпис
Народився 19 липня 1934 року в єврейській родині Анатолія Густавовича (Теодора Гдальєвича) Ширвіндта (1896—1961) — актора та музиканта, який виступав в трупі Великого театру, викладав в музичній школі. Мати — Раїса Самойлівна Ширвіндт (до шлюбу Кобилівкер) (1896—1985), теж була акторкою, працювала в філармонії. Дитинство провів у Пермській області з родиною батьків матері. Після евакуації закінчував середню школу у Москві.
1952 року вступив на навчання до Театрального училища ім. Бориса Щукіна, закінчив його з відзнакою 1956 року, й почав працювати у Театрі ім. Ленінського комсомолу. Його першою роллю став образ білогвардійського офіцера; загалом у цьому театрі зіграв понад 30 ролей. Ще в театральному училищі Олександр захоплювався «капусниками» — комічними виставами з акторами трупи, де Ширвіндт часто виступав як режисер та актор. Його захоплення комічними ролями стало однією з причин переходу до Московського театру Сатири 1970 року. Разом із іншими відомими комічними акторами Радянського Союзу брав участь у багатьох виставах цього театру, працював режисером, а з 2000-го став художнім керівником театру.
Знявся у багатьох популярних радянських кінофільмах. Першою роллю у кіно став фільмі «Вона вас кохає» (1957). Однак більшість ролей, через які він став популярним, були комічними. Навіть в епізодичних ролях образи, відтворені Ширвіндтом, були надзвичайно популярні серед радянської аудиторії.

## Смерть
Помер 15 березня 2024 року у віці 89 років у Москві, у лікарні, про що повідомив його син, телеведучий Михайло Ширвіндт.

## Антиукраїнська діяльність
Ширвіндт неодноразово незаконно відвідував з гастролями тимчасово окупований у 2014 році Росією український Крим, зокрема у 2015 році. З 2017 року він був фігурантом бази центру «Миротворець» як особа, що порушила державний кордон України та становить загрозу національній безпеці України.

## Фільмографія

### Акторські роботи
- 1956 — Вона вас кохає — Вадим Степанович Ухов, естрадний співак (дебют у кіно)
- 1958 — Отаман Кодр — Василь Богдескул
- 1963 — Приходьте завтра... — Вадим, студент (Станіславський)
- 1967 — Майор Вихор — Юзеф
- 1967 — Врятуйте потопаючого — екскурсовод
- 1968 — Ще раз про любов — Фелікс «Клишоногий», фізик-невдаха
- 1968 — Крах — Сідней Райлі
- 1968 — Шосте липня — Лев Карахан
- 1969 — О тринадцятій годині ночі — помічник режисера в студії
- 1969 — Сюжет для невеликого оповідання — епізод
- 1971 — Старики-розбійники — референт міністра
- 1971 — Ти і я — приятель
- 1971 — Чи вмієте ви жити? — Борис Есипович, викладач консерваторії
- 1973 — Всього кілька слів на честь пана де Мольєра — [[[Дон Жуан]]
- 1974 — Яка у вас посмішка — Ілля
- 1975 — Іронія долі — Павлик, друг Жені Лукашина
- 1975 — Бенефіс Лариси Голубкіної — Хіггінс
- 1976 — 12 стільців — одноокий голова шахової секції у Васюках
- 1976 — Небесні ластівки — Альфред Шато-Жебюс, майор, брат настоятельки Кароліни
- 1977 — Інкогніто з Петербурга — Християн Іванович Гибнер, повітовий лікар
- 1978 — Бенефіс Людмили Гурченко — ліричний баритон: третій зустрічний хлопчина / Наполеон / Дон Хуан / наречений / абат / адвокат
- 1979 — Троє в одному човні, як не рахувати собаки — сер Самуель Вільям Харріс
- 1980 — Уявний хворий — пане де Бонфуа, нотаріус
- 1980 — Альманах сатири і гумору — Фальк («Кажан»)
- 1981 — Відпустка за свій кошт — Юрій Миколайович
- 1981 — Східний дантист — Топарнікос
- 1981 — Факти минулого дня — Юрій Миколайович Шаганський
- 1982 — Принцеса цирку — Фіреллі
- 1982 — Срібне ревю — худрук
- 1982 — Вокзал для двох — піаніст Шурік (Олександр Анатолійович, піаніст у привокзальному ресторані
- 1982 — Просто жах! — головлікар
- 1983 — Несподівано-негадано (Рік Золотої рибки) — сусід-антиквар
- 1984 — Аплодисменти, аплодисменти... — Ігор Макаров, колишній чоловік Валерії
- 1984 — Герой її роману
- 1985 — Зимовий вечір у Гаграх — ведучий «Музичної панорами»
- 1985 — Найчарівніша і найпривабливіша — Аркадій, чоловік Сусанни
- 1985 — Мільйон у шлюбному кошику — Леонідо Папагатто (в титрах — Леоніда)
- 1986 — Сім криків в океані — Сантьяго Сабала
- 1987 — Забута мелодія для флейти — Мясоєдов, чиновник Головного управління вільного часу
- 1987 — Шантажист — Валерій Юрійович Куликов, батько Гени
- 1989 — Мистецтво жити в Одесі — Тартаковський
- 1990 — Бабій — Аркадій
- 1991 — Божевільні — Джордж Стефенсон
- 1991 — Облога Венеції — інквізитор
- 1993 — Російський регтайм — батько Костика
- 1994 — Простодушний — де Сент-Пуанж
- 1995 — Привіт, дурні! — лідер «соціал-соціалістичної» партії (явна пародія одночасно на Зюганова і Жириновського)
- 1995 — Фатальні яйця — Іван Лифантьевич, редактор газети
- 1996 — Чарівний ліхтар 2 — член худради
- 2004 — Привіт від Цюрупи! (телеверсія вистави) — «думаючий про Росію»
- 2007 — Іронія долі. Продовження — дядько Павлик, друг Євгена Лукашина
- 2008 — Повернення мушкетерів, або Скарби кардинала Мазаріні — Кольбер
- 2009 — Строкаті сутінки — Олександр Білих, джазовий піаніст
- 2009 — Марківна. Перезавантаження — камео
- 2013 — Мольєр (Кабала святош) (телевистава) — Мольєр
- 2019 — Московський романс — камео
- 2019 — Едуард Суворий. Сльози Брайтона — сусід Суворого (камео)